# Ranodon sibiricus
Genre
Espèce
Synonymes
- Ranodon kessleri Ballion, 1868
- Ranodon kozhevnikovi Nikolskii, 1918

Statut de conservation UICN

 EN B2ab(iii,iv,v) : En danger
Ranodon sibiricus, unique représentant du genre Ranodon, est une espèce d'urodèles de la famille des Hynobiidae. Elle est également appelée Salamandre d'Asie centrale.

## Répartition
Cette espèce se rencontre dans le Jungar Alatau  :
- en Chine au Xinjiang dans le xian de Taxkorgana de la préfecture de Kachgar, entre 1 500 et 2 500 m d'altitude  ;
- dans le sud du Kazakhstan, dans l'oblys d'Almaty, entre 2 100 et 3 200 m d'altitude.

Quatre populations isolées ont été découvertes récemment, toutes situées dans le Xian de Wenquan au Xinjiang. La Huocheng Four Talon Tortoise Nature Reserve, l'une des six réserves nationales incluses dans la zone proposée au Patrimoine mondial en 2010,, serait le principal centre de distribution de l'espèce.

## Habitat
Il vit dans les eaux des petits cours d'eau de montagne, ruisseaux et lacs dans les prairies alpines et sub-alpines, et les écosystèmes prairie - forêt et prairie - forêt - steppe. Il évite les larges cours d'eau.  La période de reproduction va d'avril à août. Deux sacs contenant chacun de 40 à 50 œufs sont attachés à des pierres dans les cours d'eau.
Les larves se développent lentement, se nourrissant principalement d'invertébrés aquatiques. Les individus se reproduisent à partir de l'âge de 5 ans, et vivent de 15 à 20 ans.

## Menaces et mesures de protection
Cette espèce est listée en Russie et au Kazakhstan. Elle est listée en classe I des espèces protégées au Xinjiang. Inscrite dans la liste rouge de l'UICN avec le statut de « vulnérable » en 1996, l'espèce est passée en catégorie « en danger » en 2000.
En 2004 la zone qu'il occupe fait moins de 500 km², sa distribution est très parcellaire, son habitat ne cesse de décliner tant par sa surface que par sa qualité. Le nombre des peuplements diminue ainsi que le nombre d'individus adultes. L'espèce est menacée par la surexploitation pour raisons médicales, commerciales et scientifiques ; par la dégradation de son habitat pour causes de surpâturage, de baisse de niveau des nappes phréatiques, d'érosion du sol, d'assèchement des cours d'eau ; et par la mortalité accidentelle due au piétinement des troupeaux en pâture. Elle est également menacée par des pratiques de pêche locale.
Les mesures de conservation existantes sont insuffisantes ; passer au niveau national (en particulier au Kazakhstan et en Chine) et international est considéré nécessaire, notamment par la création de réserves naturelles strictes.

## Publication originale
- Kessler, 1866 : Wassermolchs aus Westsibirien. Bulletin de la Société Impériale des Naturalistes de Moscou, vol. 39, p. 126-131 (texte intégral).